# Laisse béton (chanson)
Pour les articles homonymes, voir Laisse béton.
Singles de Renaud
Adieu minette
(1977)
Pistes de Laisse béton
Le Blues de la Porte d'Orléans
(2)
Laisse béton est le premier single de Renaud tiré de son album homonyme sorti en 1977. C'est aussi la première piste de chansons de ce deuxième album studio.

## Historique
En juin 1975, avant de passer sur scène du restaurant cabaret La Pizza du Marais où il se produit pendant un mois, Renaud a l'idée d'une chanson racontant la mésaventure d'un loubard se faisant dépouiller par une autre bande de loubards. Ne disposant pas de papier pour écrire le texte, il prend le paquet de Gitanes qu'il a dans la poche et écrit les paroles de la chanson en une demi-heure dont le titre est le verlan de la locution verbale « laisse tomber ». Pour la musique de ce titre, il « s'inspire de son idole Bob Dylan et crée une mélodie entre rock et blues. Les arrangements incluent le banjo d'Alain Labacci et l'harmonica de Jean-Jacques Milteau, ce qui donne au morceau un côté country, qui plaît bien au chanteur émancipé du musette de ses débuts ».
Le succès arrive avec ce deuxième album et sa chanson-titre dont le 45 tours se vend à 300 000 exemplaires, permettant au chanteur de passer des MJC à des salles de 2 000 à 3 000 personnes.

## Reprises et adaptations
En 2000, le groupe Les Amis d'ta femme adaptent la chanson sous le titre Laisse tomber, gros ! et en 2006, elle est modernisée et réécrite par R.wan sous le titre Lâche l'affaire.